# Patrizio Buanne
Patrizio Franco Buanne (Vienna, 20 settembre 1978) è un cantante italiano naturalizzato austriaco, con caratteristiche da baritono. Esegue, fra gli altri, anche un repertorio di genere crossover classico.

## Biografia
Nato a Vienna dove i genitori gestivano una pizzeria nella quale si potevano ascoltare classici della musica italiana e napoletana. Qui, conobbe uno dei suoi più grandi ispiratori, il suo barbiere Beniamino D'Ippolito (in arte Roberto), conoscitore della musica italiana e musicista dilettante.
Si fece notare partecipando alla trasmissione di Mike Bongiorno Momenti di gloria, vincendo il programma grazie alla sua interpretazione di Diana di Paul Anka.
Nel 2005 ha pubblicato il suo primo album dal titolo The Italian (pubblicato in Italia con il titolo Il mondo) dove interpreta classici della musica italiana, reinterpretando brani di Antonello Venditti, Toto Cutugno e molti altri.
Il primo singolo estratto dall'album è stato Il mondo, brano già portato al successo da Jimmy Fontana, incluso nell'album sia in versione italiana sia in italiano-inglese. Il disco è stato registrato negli studi di Abbey Road a Londra con la Royal Philharmonic Orchestra, ed è entrato nella top ten inglese vendendo più di 100 000 copie e aggiudicandosi il "disco d'oro".
Nel 2006 pubblica Forever begins tonight anticipato dal brano Angelo cover italiana di Angels di Robbie Williams, e compone Stand Up, brano che ricalca la melodia di Go West e che sarà suonata all'interno del Mondiale di calcio tedesco, accompagnando tra l'altro la vittoria dell'Italia.
A Morey ha ottenuto un nuovo contratto di registrazione con la Universal Music Group e ha iniziato la registrazione del suo terzo album, sotto la guida di produttori musicali veterani come Humberto Gatica e Brian Rawlings. Questo omonimo album Patrizio, commercializzato nel 2009, ha raggiunto il proprio record di vendite ed è stato seguito da un tour in Australia e in Asia nel maggio 2010. Un tour di successo negli Stati Uniti d'America promo ha raggiunto nel settembre 2011 la posizione N.4 negli Stati Uniti d'America. Da quando Buanne è diventato uno degli artisti più richiesti ha firmato con le due case discografiche Concord record-Universal e Warner Music Germany.
Ha inciso singoli musicali in diverse lingue tra cui: inglese, italiano, spagnolo, francese, tedesco, polacco, afrikaans, giapponese e cinese.

## Discografia
- 2005 - The Italian
- 2006 - Forever Begins Tonight
- 2009 - Patrizio
- 2011 - Dankie-Suid Afrika
- 2012 - Wunderbar
- 2015 – Viva la Dolce Vita